# 蒙蒂浸信会教堂

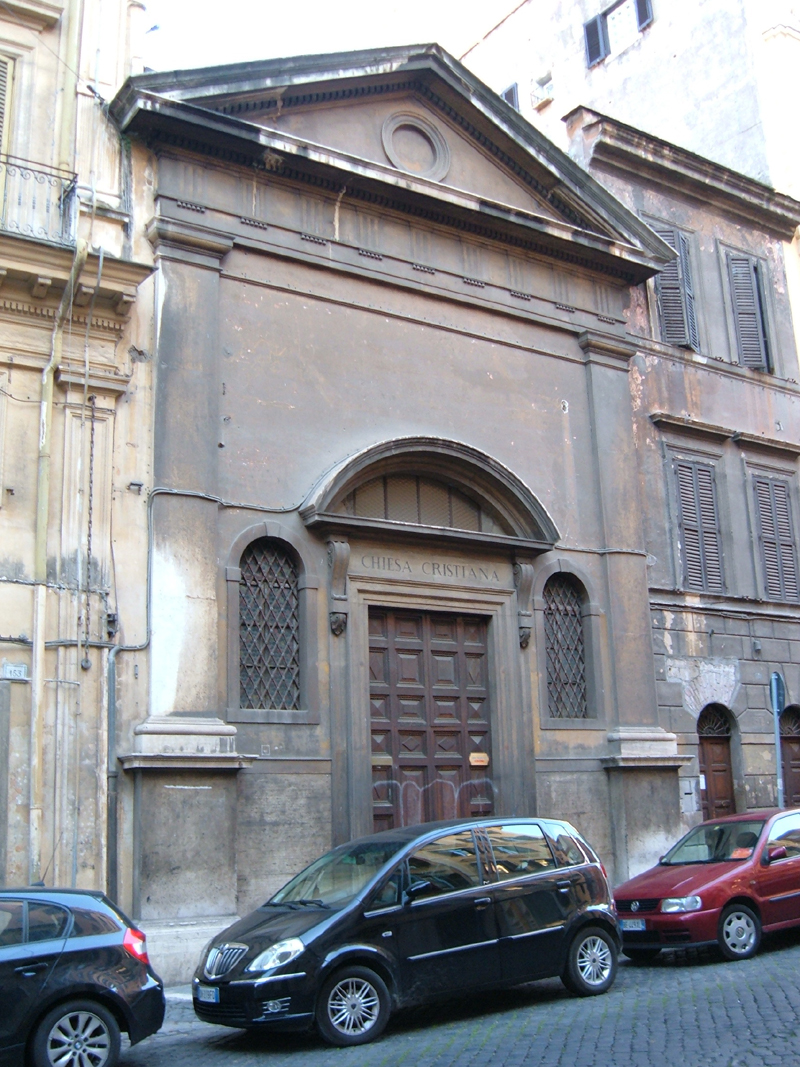

蒙蒂浸信会教堂（Chiesa evangelica battista ai Monti）是一座意大利浸信会教堂，位于罗马蒙蒂区的厄巴纳街154号。该建筑内除意大利信徒外，还设有韩国人的新生命（Nuova Vita）教会。
该堂建于1873-1878年，位于浸信会牧师托马斯·库克购买的土地上，为新古典主义建筑。内部设有浸礼池和管风琴。